# Херцогство Лотарингия
 Тази статия е за херцогството от X век.  За по-късното херцогство, наричано Лотарингия вижте Горна Лотарингия.  
Херцогство Лотарингия е херцогство, васално на Източнофранкското кралство, съществувало през 900 – 959 година.
То се образува в началото на X век след смъртта на краля на Кралство Лотарингия Цвентиболд, когато източнофранкските крале започват да управляват областта чрез назначени херцози. През 911 – 923 година, след смъртта на последните източнофранкски Каролинги, Лотарингия е лоялна към каролингския владетел на Западнофранкското кралство Карл Прости, но след това отново е подчинена на източното кралство като едно от неговите пет племенни херцогства, наред с Швабия, Бавария, Франкония и Саксония.
През 925 година Елзас – най-югоизточната част на херцогство Лотарингия, между Вогезите и Рейн – става част от Швабия. През 959 година херцогството е разделено на две нови херцогства: Горна Лотарингия (обхваща днешна Лотарингия, Саар, Люксембург, Трир, Прюм и Кобленц) и Долна Лотарингия (на север).

## Херцози на Лотарингия
- 903 – 910: Гебхард, граф на Ветерау и Райнгау
- 911 – 915: Регинар I, граф на Хенегау и Маасгау
- 915 – 922: Вигерих, пфалцграф на Лотарингия
- 923 – 939: Гизелберт, граф на Маасгау, син на Регинар I
- 939 – 940: Хайнрих, херцог на Бавария, шурей на Гизелберт
- 942 – 944: Ото Вердюнски, граф на Вердюн
- 945 – 953: Конрад Червения, херцог на Франкония
- 953 – 959: Бруно Велики, архиепископ на Кьолн